# Pic de Costabonne
Der Pic de Costabonne, auf Katalanisch Pic de Costabona, ist ein 2465 m hoher markanter Berggipfel der östlichen Pyrenäen.

## Geographie
Der Pic de Costabonne befindet sich etwa 20 Kilometer Luftlinie südwestlich des Canigou-Massivs; er bildet die Wasserscheide zwischen dem französischen Küstenfluss Tech und dem spanischen Küstenfluss Ter. Im Südwesten erstreckt sich die alte Kulturlandschaft des Ripollès; im Nordwesten befindet sich die ehemalige katalanische Grafschaft Conflent.

## Geschichte
Bereits im Mittelalter existierten an der Nordflanke des Berges kleinere Minen zum Abbau von Mineralien und Erzen.
Am 29. Dezember 1953 verschwand ein Transportflugzeug des Typs Nord Noratlas 2501 der Französischen Luftstreitkräfte (Luftfahrzeugkennzeichen FrAF 2/F-SDAC) auf einem Flug von Algerien zum Militärflugplatz Mont-de-Marsan (Département Landes). Eine Woche später, am 5. Januar 1954, wurde das Wrack der Maschine am Pic de Costabonne, an der Grenze zwischen Frankreich und Spanien gefunden. Alle zehn Insassen wurden getötet.

## Besteigung
Im Rahmen einer etwa acht- bis neunstündigen Wanderung ist eine Besteigung des Berges von La Preste aus möglich. Auf spanischer Seite führt der Wanderweg GIV-5264 bis etwa zehn Kilometer an den Berg heran.

## Einzelnachweise

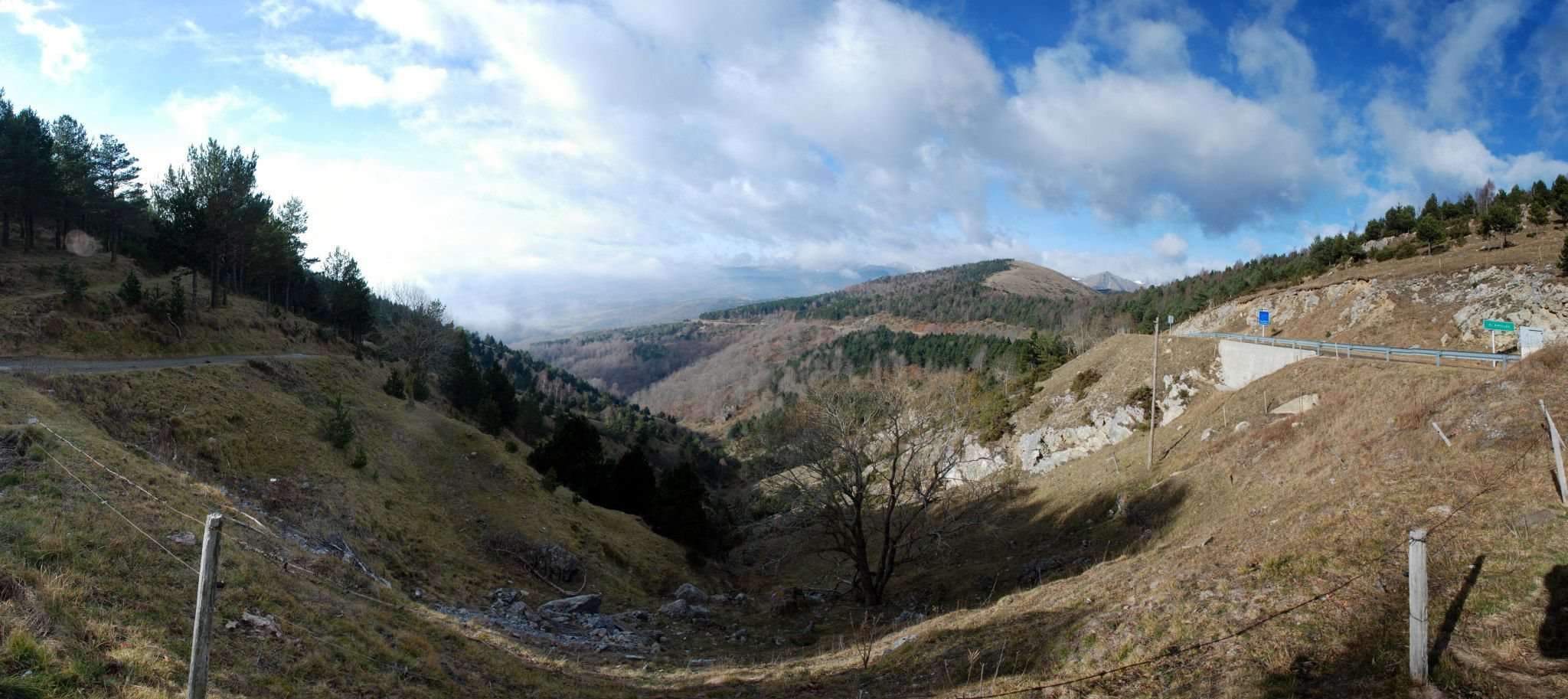
Bergwelt am Col d’Ares; rechts im Hintergrund der Pic de Costabonne